# Стефан Георге
Стефан Георге (на немски: Stefan George, Щефан Георге) е германски поет, есеист и преводач.

## Биография и творчество
Стефан Георге е роден в Бюдесхайм край Бинген в семейството на винар и гостилничар.
Георге сам научава различни чужди езици, за да може да чете световни автори в оригинал. След като завършва гимназия, пътува из Европа и следва филология, философия и история на изкуството в Париж, Берлин, Мюнхен и Виена, но никъде не се установява за дълго време и живее у приятели.
В Париж Стефан Георге се запознава с Огюст Роден и поетите символисти Маларме и Верлен, които оказват голямо въздействие върху мисловната му нагласа. Публикува стихосбирките „Химни“ (1890) и „Поклонничества“ (1891) и превежда творби на Данте и Шекспир, както и съвременни френски поети. Във Виена Георге се сближава с Хуго фон Хофманстал, с когото го свързва бурно, но краткотрайно приятелство. Става съиздател на списание „Блетер фюр ди кунст“, в което за дълги години пропагандира възгледа „изкуство за изкуството“ и се противопоставя на натурализма.
Публикува стихосбирките „Годината на душата“ (1897) и „Килимът на Живота и песните за Мечтата и Смъртта“ (1899).
Около поета се създава така нареченият „Кръг Георге“, съюз от избраници, включващ млади лирици, есеисти и учени, които го боготворят като свой пророк и учител. Това намира израз в стихосбирката му „Седмият пръстен“ (1907), където е включено и стихотворението възхвала „Ницше“ . В „Звездата на съюза“ (1914) Георге представя себе си като посредник между Бог и Човек и проклина поквареното си съвремие.
Поетът се отнася с неприязън към Първата световна война, остава чужд и на последвалата я в Германия Ваймарска република. През 1927 г. е удостоен с първата награда „Гьоте“ на град Франкфурт на Майн. Тогава публикува стихосбирката „Новият Райх“ (1928), в която провъзгласява настъпването на нова героична епоха.

## Влияние
Националсоциалистите се опитват да привлекат Георге за политическите си цели, но поетът съзира своя Нов Райх единствено в царството на духа. С поемането на властта от Хитлер министърът на пропагандата Гьобелс предлага на Георге поста президент на една нова Академия за литература, но поетът отказва и емигрира в Швейцария. Там умира през зимата на 1933 година.

## Признание
По стихове на Стефан Георге са създадени музикални творби от Арнолд Шьонберг и Антон Веберн.
В чест на поета университетът „Хайнрих Хайне“ в Дюселдорф учредява през 1990 г. наградата „Стефан Георге“ за млади преводачи на френска литература.
- Стефан Георге, 1900 г. (дърворезба)
- „Годината на душата“ (1897)
- Гробът на Стефан Георге в Минузио